# Протесты в Республике Гаити (с 2019)
Протесты в Республике Гаити начались 7 февраля 2019 года в городах по всей стране. Протестующие во главе с оппозиционным политиком Жаном-Шарлем Моизом требовали отставки президента Гаити Жовенеля Моиза и заявляли, что их целью является создание переходного правительства для продвижения социальных программ и преследования коррумпированных чиновников.

## Предыстория
Протесты начались после сообщений из зала суда о том, что высокопоставленные чиновники правительства Гаити злоупотребили кредитами до 3,8 млрд долларов США от венесуэльского Petrocaribe и что президент Моиз был причастен к коррупции. Экономические проблемы, в том числе рост стоимости жизни, также стали причиной протестов в стране.

## Протесты
В первый день демонстраций протестующие напали на роскошные автомобили богатых гаитян, нанеся им ущерб. На следующий день, 8 февраля, мэры некоторых городов объявили об отмене предкарнавальных событий. Протесты 9 февраля привели к новым столкновениям с полицией: демонстранты бросали камни в дом президента Моиза после того, как сотрудники службы безопасности одного из его союзников врезались в машину женщины и начали избивать её.
12 февраля демонстранты сожгли популярный рынок, разграбили различные магазины и помогли освободиться заключённым из тюрьмы в Аквине. В Порт-о-Пренсе демонстранты также разграбили здание, в котором размещалось генеральное консульство Италии и Перу. Президент Моиз выступил 14 февраля, заявив, что не уйдёт в отставку, и сказав, в частности: «я, глава государства Жовенель Моиз, не отдам страну вооружённым бандам и торговцам наркотиками».

## Действия

### Правительство Моиза
Президент Моиз призвал оппозицию участвовать в мирном диалоге, заявив, что «проблемы страны не являются исключительно политическими. Проблемы страны являются социальными, экономическими и политическими». Национальная полиция заявила, что есть «злые люди», которые прервали мирные акции протеста в стране.

### Оппозиция
Оппозицию возглавил Жан-Шарль Моиз. Оппозиция отклонила предложения о диалоге и потребовала отставки президента, организовав общенациональную всеобщую забастовку, чтобы заставить его уйти в отставку. Жан-Чарльз Моиз вместе с оппозиционными законодателями призвал переходное правительство заменить Моиза. Жан-Чарльз заявил: «Если Жовенель Моиз не хочет уходить от власти, в ближайшие дни мы назначим временного президента».

### Аресты
Столичная газета Le Nouvelliste сообщила 18 февраля, что в городе были арестованы гражданин Гаити и семь негаитян. Во время их ареста они везли в своём автомобиле винтовки, пистолеты, дроны и спутниковые телефоны. Министр иностранных дел Гаити Бокчит Эдмонд подтвердил, что среди них было пять американцев. По сообщениям других местных СМИ, один из них был из Сербии.

## Средства массовой информации
По данным Комитета по защите журналистов, некоторые репортёры стали мишенью протестующих. Один журналист Reuters, Робенсон Санон, был ранен во время протестов, но считает, что это было случайностью, поскольку он оказался между противоборствующими сторонами.

## Реакция

### Правительства
- США: официальный представитель Государственного департамента Соединённых Штатов по делам Западного полушария заявил, что «мы поддерживаем право всех людей требовать демократического и прозрачного правительства и привлекать к ответственности своих руководителей правительства … но нет никаких оправданий для насилия. Насилие ведёт к нестабильности, сокращению инвестиций и сокращению рабочих мест»[6]. Соединённые Штаты подготовили гуманитарную помощь для обеспечения продовольственной безопасности на Гаити и призвали к ответственности виновных в коррупции[14].

### Межправительственные организации
- CARICOM: Орган заявил, что он «глубоко обеспокоен продолжающимися насильственными протестами на Гаити, которые привели к гибели людей, потере собственности, разрушению инфраструктуры и вызвали тяжёлые страдания», и «призывает к спокойствию и прекращению насилия, призывая всех участников участвовать в конструктивном диалоге и уважать конституцию, верховенство закона и демократические процессы, с тем чтобы проблемы могли быть решены в мирной обстановке и позволили бы вернуться в нормальное состояние»[15].
- OAS: Генеральный секретарь Луис Альмагро заявил: «Мы призываем всех участников в полной мере участвовать в процессе диалога, уважать демократический процесс и прибегать к мирным путям разрешения конфликтов»[11].
- ООН: Миссия Организации Объединённых Наций по поддержке правосудия на Гаити в своём заявлении заявила, что группа «сожалеет о гибели людей и материальном ущербе, вызванных недопустимыми актами насилия, имевшими место на полях митингов, и признавая профессионализм, продемонстрированный Гаитянской национальной полицией в целом „и призвала“ представителей гаитянского общества, и в первую очередь руководителей страны, принять участие в конструктивном и инклюзивном диалоге с целью выявления и реализации реалистичных и долгосрочных решений политического и экономического кризиса, происходящего в настоящее время в Гаити»[16].